# Ravni zaslon
Ravni zaslon ili ravni ekran (eng. flat-panel display (FPD)) elektronički je zaslon koji ima malu dubinu. Ravni zasloni su slikovni dio mnogih elektroničkih proizvoda kao što su: televizori, računalni monitori, prijenosna računala, mobilni telefoni i kamere. Ravni zasloni mogu se proizvoditi prema različitim tehničkim principima. Trenutno su rašireni LCD i OLED. Ostale tehnologije kao što su Mirasol i FED koriste se za posebne primjene. Ravni zasloni velike površine, posebice LCD ravni zasloni, gotovo su potpuno istisnuli s tržišta CRT zaslone s katodnom cijevi zbog svoje manje veličine, mase i potrošnje energije.
Ravni zaslon elektronički je zaslon koji se koristi za prikaz vizualnog sadržaja poput teksta ili slika. Prisutan je u potrošačkoj, medicinskoj, transportnoj i industrijskoj opremi. Zasloni s ravnim ekranom su tanki, lagani, pružaju bolju linearnost i imaju veću razlučivost od tipičnih potrošačkih televizora iz ranijih razdoblja. Obično su manji od 10 centimetara debljine. Dok je najviša razlučivost za potrošačke CRT televizore bila 1080i, mnogi ravni zasloni u 2020-ima sposobni su za 1080p i 4K razlučivost.
U 2010-ima prijenosna potrošačka elektronika poput prijenosnih računala, mobilnih telefona i prijenosnih kamera koristila je ravne zaslone budući da troše manje energije i lagani su. Od 2016. ravni zasloni gotovo su u potpunosti zamijenili CRT zaslone.
Većina ravnih zaslona iz ere 2010-ih koristi LCD tehnologiju ili tehnologiju svjetleće diode (LED), ponekad kombiniranu. Većina LCD zaslona ima pozadinsko osvjetljenje filtrima u boji koji se koriste za prikaz boja. U mnogim slučajevima, ravni zasloni kombiniraju se s tehnologijom zaslona osjetljivog na dodir, što korisniku omogućuje interakciju sa zaslonom na prirodan način. Na primjer, moderni zasloni pametnih telefona često koriste OLED panele s kapacitivnim zaslonima osjetljivim na dodir.
Zasloni s ravnim zaslonom mogu se podijeliti u dvije kategorije uređaja za prikaz: nepostojani i statični. Prvi zahtijeva da se pikseli povremeno elektronički osvježavaju kako bi zadržali svoje stanje (npr. zasloni s tekućim kristalima (LCD)) i mogu prikazati sliku samo kada imaju napajanje. S druge strane, statični zasloni s ravnim zaslonom oslanjaju se na materijale čija su stanja boja bistabilna, poput zaslona koji koriste tehnologiju e-tinte, i kao takvi zadržavaju sadržaj čak i kada se isključi napajanje.
Prvi inženjerski prijedlog za televizor s ravnim zaslonom dao je američki „General Electric” 1954. godine kao rezultat rada na radarskim monitorima. Objava njihovih otkrića dala je sve osnove budućih ravnih televizora i monitora. Ali GE nije nastavio s potrebnim istraživanjem i razvojem i nikada nije napravio radni ravni zaslon. Prvi proizvodni zaslon s ravnim zaslonom bila je Aikenova cijev, razvijena ranih 1950-ih i proizvedena u ograničenim količinama 1958. godine. Imala je određenu primjenu u vojnim sustavima, ali konvencionalne tehnologije prestigle su njen razvoj. Pokušaji da se taj sustav komercijalizira za kućnu televiziju naišli su na stalne probleme i sustav nikada nije pušten u prodaju.

## Galerija
- Ravni LCD zaslon računala.
- Ravni LED zaslon na sportskoj dvorani.
- LCD ravni zaslon s informacijama za putnike.
- Ravni zaslon uređaja za čitanje e-knjiga.